# Central Park (Austrália)
A Central Park é um arranha-céu, com 249 metros (817 pés). Edificado na cidade de Perth, Austrália, foi concluído em 1992 com 52 andares.